# Model quàntic de Heisenberg
El model quàntic de Heisenberg, desenvolupat per Werner Heisenberg, és un model mecànic estadístic utilitzat en l'estudi de punts crítics i transicions de fase dels sistemes magnètics, en el qual els spins dels sistemes magnètics es tracten de manera mecànica quàntica. Està relacionat amb el model prototípic d'Ising, on a cada lloc d'una gelosia, un gir {\displaystyle \sigma _{i}\in \{\pm 1\}} representa un dipol magnètic microscòpic al qual el moment magnètic és amunt o avall. Excepte l'acoblament entre moments dipolars magnètics, també hi ha una versió multipolar del model de Heisenberg anomenada interacció d'intercanvi multipolar.
Per raons de mecànica quàntica (vegeu interacció d'intercanvi o Magnetism § Quantum-mechanical origin of magnetism), l'acoblament dominant entre dos dipols pot fer que els veïns més propers tinguin la menor energia quan estan alineats . Sota aquesta suposició (de manera que les interaccions magnètiques només es produeixen entre dipols adjacents) i en una xarxa periòdica unidimensional, l'hammiltonià es pot escriure en la forma
{\displaystyle {\hat {H}}=-J\sum _{j=1}^{N}\sigma _{j}\sigma _{j+1}-h\sum _{j=1}^{N}\sigma _{j}}
on {\displaystyle J} és la constant d'acoblament i els dipols estan representats per vectors clàssics (o "spins") σj, subjectes a la condició de límit periòdica {\displaystyle \sigma _{N+1}=\sigma _{1}} . El model de Heisenberg és un model més realista, ja que tracta els girs de forma quàntica, substituint el gir per un operador quàntic que actua sobre el producte tensor. {\displaystyle (\mathbb {C} ^{2})^{\otimes N}}, de dimensió {\displaystyle 2^{N}}. Per definir-lo, recordeu les matrius de Pauli spin-1/2.

## Aplicacions
- Un altre objecte important és l'entropia d'entrellaçament. Una manera de descriure-ho és subdividir l'estat fonamental únic en un bloc (diversos girs seqüencials) i l'entorn (la resta de l'estat fonamental). L'entropia del bloc es pot considerar com a entropia d'entrellaçament. A temperatura zero a la regió crítica (límit termodinàmic) escala logarítmicament amb la mida del bloc. A mesura que augmenta la temperatura, la dependència logarítmica es converteix en una funció lineal.[3] Per a temperatures grans la dependència lineal se segueix de la segona llei de la termodinàmica.

- El model de Heisenberg proporciona un exemple teòric important i manejable per aplicar la renormalització de la matriu de densitat.
- El model de sis vèrtex es pot resoldre utilitzant l'ansatz algebraic de Bethe per a la cadena de spin de Heisenberg (Baxter 1982).
- El model de Hubbard mig ple en el límit de les interaccions repulsives fortes es pot mapar a un model de Heisenberg amb {\displaystyle J<0} que representa la força de la interacció de superintercanvi.
- Els límits del model a mesura que l'espaiat de la gelosia s'envia a zero (i es prenen diversos límits per a les variables que apareixen a la teoria) descriuen teories de camps integrables, tant no relativistes com l'equació de Schrödinger no lineal, com relativistes, com ara la {\displaystyle S^{2}} model sigma, el {\displaystyle S^{3}} el model sigma (que també és un model quiral principal) i el model sine-Gordon.
- Càlcul de determinades funcions de correlació en el pla o gran {\displaystyle N} límit de N = 4 teoria supersimètrica de Yang–Mills[4]